# 静岡県立金谷高等学校
静岡県立金谷高等学校（しずおかけんりつ かなやこうとうがっこう）は、静岡県島田市金谷根岸町に存在した県立高等学校。設立当初は、大井川をはさんで対岸に位置する静岡県立島田高等学校の分校であった。以前は私服登校が許可されていたが、晩年は制服着用が義務付けられていた。また周辺の県立高校と違ってアルバイト可であった。通称、金高（きんこう）と呼ばれていた。

## 設置学科
- 普通科

## 部活動
文化部
- 書道部
- 美術部
- 音楽部
- 百人一首部
- 茶華道部
- ボランティア部
- パソコン部
- 科学部（現在はパソコン部と統廃合）
- 郷土史研究部（現在廃部）
- 演劇部（現在廃部）
- 新聞部（現在廃部）

運動部
- 陸上部
- 野球部
- サッカー部
- バドミントン部（女）
- テニス部（男・女）
- 女子バレーボール部
- バスケットボール部（男・女）
- 卓球部

## 沿革
- 1949年 - 島田商業高等学校金谷分校として開校。当時は定時制のみ。
- 1959年 - 小笠農業高等学校五和分校を統合し、島田高等学校金谷分校に改称。
- 1960年 - 校舎増築。
- 1962年 - 金谷町立女子学園を統合。
- 1963年 - 全日制過程を設置。
- 1967年 - 静岡県立金谷高等学校として独立。
- 2018年 - 「ふじのくに魅力ある学校づくり推進計画（静岡県立高等学校第三次長期計画）」において、再編整備の対象高校に設定される。
- 2019年 - 志榛地区新構想高等学校設置準備委員会を設置。
- 2023年 - 閉校。
- 2024年度以降は、静岡県立藤枝東高等学校と静岡県立島田商業高等学校の定時制課程と統合、多部制定時制課程の単位制高等学校に改編し、「静岡県立ふじのくに国際高等学校」と改称する。

## 著名な卒業生
- 岩田ユキ - 映画監督
- 見ル野栄司 - 漫画家

## 交通
- JR東海道線・大井川鐵道金谷駅より徒歩15分
- しずてつジャストライン金谷島田病院線「宮崎町」停留所から徒歩5分
- 自主運行バス勝間田線・萩間線「金谷小学校」停留所から徒歩5分